# Batalla de Fairfax Court House (junio de 1861)
La Batalla de Fairfax Court House fue el primer enfrentamiento terrestre de la guerra civil estadounidense con bajas mortales. El 1 de junio de 1861, un grupo de exploración de la Unión se enfrentó a la milicia local en el pueblo de Fairfax, Virginia, lo que resultó en las primeras muertes en combate y el primer oficial de grado de campo, herido.
La Unión había enviado una patrulla de caballería regular al mando del teniente Charles H. Tompkins para estimar el número de enemigos en el área. En Fairfax Court House, sorprendieron a una pequeña compañía confederada de fusileros al mando del capitán John Q. Marr y tomaron algunos prisioneros. Marr reunió a su unidad, pero fue abatido y el mando fue asumido por un exgobernador civil de Virginia, William Smith, quien obligó a la Unión a retirarse. Union Private Saintclair también fue abatido.
Se considera que el desenlace no fue concluyente. La Unión no obtuvo la información de inteligencia que estaba buscando y tuvo que retrasar su avance sobre Richmond, lo que permitió a los confederados aumentar su fuerza en Manassas antes de la batalla mucho más importante, que tuvo lugar allí el mes siguiente. Tompkins fue criticado por excederse en sus órdenes, aunque habían sido algo imprecisas.

## Antecedentes
El 15 de abril de 1861, el día después de que el ejército de los EE. UU. se rindiera en Fort Sumter en el puerto de Charleston (Carolina del Sur) a las fuerzas confederadas, el presidente Abraham Lincoln solicitó el reclutamiento de 75 000 voluntarios para reclamar propiedades federales y reprimir la rebelión iniciada por los siete estados del sur profundo que había formado los Estados Confederados de América (Confederación). Cuatro estados del Alto Sur, entre los que se incluía Virginia, se negaron a proporcionar tropas para este propósito y comenzaron el proceso de secesión de la Unión con la intención de unirse a la Confederación. El 17 de abril, la Convención de Secesión de Virginia comenzó en Richmond, Virginia con el propósito de considerar la secesión de este estado. La mayoría de los delegados aprobó de inmediato una ordenanza de secesión y autorizó al gobernador a pedir voluntarios para unirse a las fuerzas militares de Virginia para defender el estado contra la acción militar federal. El gobernador de Virginia, John Letcher, nombró a Robert E. Lee comandante en jefe del ejército y las fuerzas navales de Virginia el 22 de abril, con el grado de mayor general. El 24 de abril, Virginia y los estados confederados acordaron que las fuerzas de Virginia estarían bajo la dirección general del presidente confederado en espera de la finalización del proceso de unión de Virginia a los estados confederados. Estas acciones sacaron efectivamente a Virginia de la Unión a pesar de la programación de una votación popular sobre la cuestión de la secesión para el 23 de mayo.
El voto popular del 23 de mayo ratificó la secesión de Virginia. El gobernador de Virginia Letcher emitió una proclamación transfiriendo oficialmente las fuerzas de Virginia a la Confederación el 6 de junio. El mayor general Lee, como comandante de las fuerzas estatales, emitió una orden en cumplimiento de la proclamación el 8 de junio.
El 31 de mayo, unos 210 soldados de Virginia (que pronto serían confederados) ocuparon el Fairfax Court House, a unos 21,7 km (13,5 millas)  al oeste de Washington D. C. Se trataba de 120 jinetes en dos compañías, la caballería Prince William y la caballería Rappahannock, que luego tenía alrededor de 60 hombres cada uno, y alrededor de 90 soldados de infantería en una compañía conocida como Warrenton Rifles. Fairfax Court House era un pueblo con unos 300 habitantes y sede del condado de Fairfax, Virginia. El teniente coronel confederado Richard S. Ewell, que había dimitido recientemente como capitán de caballería en el ejército de los Estados Unidos, estaba al mando de esta fuerza en gran parte no entrenada y mal equipada. Acababa de llegar a la ciudad y se reunió con algunos oficiales, pero no le habían presentado a los soldados. El capitán John Q. Marr estaba al mando de los rifles Warrenton. En la noche del 31 de mayo, solo se colocaron dos piquetes en la carretera al este de la ciudad porque se esperaba poca amenaza de ataque por parte de las fuerzas federales que estaban a no más de 8 millas (13 km) de distancia. La pequeña fuerza de Virginia había tomado esta posición avanzada para ayudar a protegerse contra el descubrimiento de la acumulación de fuerzas confederadas en Manassas Junction, Virginia, un cruce de ferrocarril a unas 10 millas (16 km) más al sur.
El mismo día, el general de brigada David Hunter dio órdenes verbales al teniente Charles Henry Tompkins del 2. ° Regimiento de Caballería de los Estados Unidos para recopilar información sobre el número y la ubicación de las fuerzas confederadas en el área. Las instrucciones de Hunter sobre la entrada a Fairfax Court House eran vagas, pero pareció animar a que se investigara la ciudad para descubrir más información. Aproximadamente a las 10:30 p. m. En la noche del 31 de mayo, Tompkins dirigió una fuerza de la Unión de entre 50 y 86 soldados de caballería del ejército regular, dragones y algunos voluntarios de Camp Union en Falls Church, Virginia, en la misión de reconocimiento ordenada en dirección a Fairfax Court House.

## Batalla
Aproximadamente a las 3:00 a. m. de la madrugada especialmente oscura del 1 de junio, uno de los piquetes confederados, el soldado A. B. Francis, corrió hacia la ciudad de Fairfax Court House gritando que el enemigo estaba sobre ellos. El otro piquete, B. F. Florence, había sido capturado. Algunos miembros de la caballería del Príncipe William intentaron formar una línea de batalla en la calle mientras otros corrían por sus caballos. Cuando la fuerza de la Unión llegó a Falls Church Road, la mayoría de los jinetes confederados huyeron, dejando a cuatro de los jinetes del Príncipe William en la calle para ser hechos prisioneros. El capitán Marr trasladó a sus hombres a un campo de tréboles al oeste de la iglesia metodista donde habían estado acampados, justo al lado de Little River Turnpike, y los formó en dos líneas de batalla. Los jinetes confederados que huían del Príncipe William se encontraron con ellos y en la oscuridad, algunos de los hombres de Marr les dispararon, hiriendo a uno de sus propios jinetes en el proceso. Los jinetes de Rappahannock tenían pocas armas y no tenían municiones, por lo que también huyeron inmediatamente cuando llegaron los soldados de la Unión.
Según varios relatos, el capitán Marr desafió a los jinetes, preguntando algo como "¿Qué caballería es esa?" Estas habrían sido sus últimas palabras. Se dispararon disparos dispersos cuando la caballería de la Unión entró y el capitán Marr cayó muerto. Algunos otros relatos dicen que fue asesinado mientras buscaba una mejor posición para sus hombres a poca distancia de su línea y no mencionan un desafío a los jinetes de la Unión. Ya sea que se hubiera movido para desafiar a los jinetes de la Unión o para buscar una mejor posición para su compañía, como sugieren algunos relatos, Marr no estaba en la presencia inmediata o en la línea de visión de ninguno de sus hombres en la noche muy oscura cuando cayó en el campo denso. Pronto, nadie supo dónde estaba o qué pudo haberle sucedido. Su cuerpo fue encontrado en el campo de tréboles más tarde en la mañana.
La fuerza de la Unión cabalgó hacia el oeste a través de la ciudad disparando algunos tiros al azar. Según muchos de los relatos de la batalla, los soldados de la Unión dispararon contra un hombre que salía del hotel en la ciudad, que resultó ser el teniente coronel Ewell, y lo hirieron en el hombro. Independientemente del lugar exacto donde Ewell fue herido, fue el primer oficial de grado confederado herido en la guerra.
Después de la ráfaga inicial de actividad, la huida de los soldados de caballería del Príncipe William y el paseo por la ciudad por la fuerza de la Unión, los hombres de la compañía de infantería Warrenton Rifles se dieron cuenta de que el Capitán Marr ya no estaba presente. Como se señaló, Marr, de hecho, ya estaba muerto en el campo de tréboles cercano, la primera víctima confederada en combate de la guerra. La mayoría de los historiadores han llegado a la conclusión de que fue alcanzado por uno de los disparos aleatorios de los jinetes de la Unión en su primer viaje por la ciudad. La compañía estuvo temporalmente sin líder después de la caída de Marr porque los dos tenientes estaban de licencia y Ewell aún no había llegado a la escena.
El ex gobernador de Virginia y posteriormente el general de división William "Extra Billy" Smith, que acababa de renunciar a su escaño en el Congreso de los Estados Unidos, salió con su rifle de la casa donde se alojaba en su viaje de regreso a Warrenton desde Washington D. C. Smith, en ese momento un civil de 64 años, era de Warrenton, había ayudado a reclutar a la compañía y conocía a muchos de los hombres. Así que se hizo cargo de la empresa a pesar de su falta de formación o experiencia militar. Ewell llegó pronto, pero el gobernador Smith tuvo que asegurar a los hombres que Ewell era quien decía ser, el oficial confederado al mando, antes de que lo siguieran. Luego, Ewell colocó a los aproximadamente 40 hombres de los Warrenton Rifles que encontró en el borde del campo de tréboles entre el hotel y el palacio de justicia (o la Iglesia Episcopal). donde pudieron hacer girar la fuerza de la Unión hacia el oeste con una descarga mientras los soldados de caballería se acercaban a la posición confederada en su viaje de regreso por la ciudad. Sin embargo, los virginianos no estaban en una buena posición para defenderse, y después de que Ewell fuera a buscar un mensajero para ir en busca de refuerzos, Smith movió a los hombres a una posición más defendible detrás de las cercas de riel a unos 100 metros más cerca de la autopista de peaje. Los civiles, en su mayoría protegidos en edificios, se unieron a los disparos contra los jinetes de la Unión. Esto puede haber contribuido a la inflación de Tompkins del número de hombres que su fuerza había encontrado.
Después de haber sido rechazado una vez por una descarga de los rifles Warrenton y voluntarios civiles, la fuerza de la Unión intentó regresar por la ciudad nuevamente. Los hombres de Warrenton nuevamente los obligaron a retirarse con otras tres descargas. Durante el intercambio de disparos, al teniente Tompkins le dispararon dos caballos debajo de él. Uno cayó sobre él y se lastimó el pie. Los confederados dispararon descargas adicionales a los federales mientras intentaban atravesar la ciudad nuevamente en su camino de regreso a su base en Camp Union cerca de Falls Church, Virginia. Después de este tercer intento fallido de atravesar la ciudad pasando los confederados, los soldados de caballería de la Unión se vieron obligados a abandonar la ciudad a través de campos hacia Flint Hill en el área de Oakton del condado de Fairfax al norte de la ciudad de Fairfax y regresar a Camp Union por una ruta más larga. .
Los confederados informaron inicialmente bajas en el asunto de un muerto (Capitán Marr), cuatro (luego reducidos a dos) heridos (incluido el teniente coronel Ewell) y uno desaparecido. Un relato confederado posterior afirma que solo dos resultaron heridos, pero cinco fueron capturados, lo que está de acuerdo con el relato de la Unión que afirma que se tomaron cinco prisioneros y en realidad los nombra. La fuerza de la Unión informó de un muerto, cuatro heridos (incluido el teniente Tompkins) y uno desaparecido. El soldado de la Unión asesinado fue identificado como soldado Saintclair. Los confederados declararon que tomaron a tres prisioneros y cuentas recientes coinciden. La fuerza de la Unión también había perdido 9 caballos muertos y 4 heridos.

## Secuelas
Además de la pérdida del Capitán Marr, los comandantes confederados, incluido el general de brigada Milledge Luke Bonham, que estaba al mando general del área, estaban descontentos por la falta de armas y municiones que precipitó la huida de la caballería confederada. El general en jefe de la Unión, Winfield Scott, estaba disgustado con la impetuosa carga de Tompkins, que pensaba que excedía sus órdenes de explorar las posiciones confederadas y por el hecho de que Tompkins habló con los reporteros de los periódicos antes de siquiera presentar su informe sobre la acción. El mayor general McDowell elogió la valentía de Tompkins, pero también criticó a Tompkins por exceder las órdenes, sin mencionar a Brig. El papel del general Hunter o cuáles fueron las órdenes exactas de Tompkins de Hunter. También dijo que Tompkins involuntariamente frustró por un tiempo "un movimiento más importante". También criticó a Tompkins por hablar con la prensa antes incluso de haber presentado un informe.
Ni los informes de los participantes ni los relatos contemporáneos en los periódicos sobre esta batalla fueron del todo precisos, ya que ambos lados inflaron el número de hombres en el otro lado y el número de bajas que su fuerza infligió en el otro lado, al menos inicialmente. Debido a que la guerra acababa de comenzar y no se habían librado batallas importantes, se prestó una atención indebida a cualquier tipo de batalla en esta etapa de la guerra. Aunque esta batalla se convirtió en insignificante después de que se libraron batallas más grandes de la Guerra Civil con muchas más bajas, fue notable en varios aspectos, incluida la ocurrencia de la primera baja confederada en combate de la guerra, la primera herida de un oficial de grado de campo, un premio eventual de una Medalla de Honor por acciones en el primer combate por el que se otorgó el premio, la falta de descubrimiento de la concentración confederada en Manassas Junction, el retraso en la acción del Ejército de la Unión causado por el informe inflado de la fuerza confederada en el área y el presagio de los miles de acciones de tipo y escala similares que ocurrirían durante el curso de la guerra. El historiador Charles Poland, Jr.escribió que la importancia de la Batalla de Fairfax Court House no fue que fuera la primera batalla terrestre de la guerra o que la primera muerte en combate confederada ocurriera durante el enfrentamiento, sino que fue típica de miles de otras escaramuzas. que ocurrió durante la Guerra Civil Americana. También dice que fue "uno de los antecedentes de la próxima primera batalla en Bull Run".
En 1893, Charles Henry Tompkins recibió la Medalla de Honor por sus acciones en la Batalla de Fairfax Court House. La suya fue la primera acción de un oficial del Ejército de la Unión en la Guerra Civil Americana por la que se otorgó una Medalla de Honor, aunque no se otorgó hasta 32 años después. Su cita dice: "Cargó dos veces a través de las líneas enemigas y, tomando una carabina de un alistado, disparó al capitán del enemigo". Ninguna otra cuenta o fuente a la que se hace referencia en esta página afirma que el propio Tompkins disparó contra el Capitán Marr. Un monumento al Capitán Marr fue erigido el 1 de junio de 1904 cerca del frente del palacio de justicia donde permanece hoy. Dice: "Esta piedra marca el escenario del conflicto inicial de la guerra de 1861-1865, cuando John Q. Marr, capitán de los rifles Warrenton, que fue el primer soldado muerto en acción, cayó a 800 pies al sur, 46 grados al oeste del lugar. 1 de junio de 1861. Erigido por el Marr Camp, CV, 1 de junio de 1904. "
Varias semanas después, el 17 de julio, las fuerzas de la Unión ocuparon el Palacio de Justicia de Fairfax cuando comenzaron su movimiento en Manassas Junction. Los confederados habían abandonado la ciudad ante la gran fuerza de la Unión que se dirigía hacia el primer gran campo de batalla de la guerra. Las fuerzas de la Unión se trasladaron a Centerville al día siguiente en su camino a la Batalla preliminar del Ford de Blackburn el 18 de julio, y la Primera Batalla de Bull Run (Batalla de First Manassas) el 21 de julio. Fairfax Court House y sus inmediaciones serían el escenario de varias pequeñas batallas o escaramuzas y redadas durante la guerra.